# SP u hokeju na ledu Divizije II 2007.
Svjetsko prvenstvo Divizije II 2007. održalo se u dvjema skupinama.

## Mjesta i nadnevci održavanja
Natjecanje skupine "A" se održalo u Hrvatskoj, u Zagrebu, u Ledenoj dvorani Doma sportova.
Održalo se od 11. do 17. travnja 2007. godine.
Natjecanje skupine "B" se održalo u Južnoj Koreji, u Seulu.
Održalo se od 2. do 8. travnja 2007. godine.

## Sudionici
- skupina A:

Belgija, Bugarska, Hrvatska, Srbija, Španjolska, Turska
- skupina B:

Australija, Island, Izrael, J. Koreja, Meksiko i Sj. Koreja.

## Natjecateljski sustav
Igra se po jednokružnom liga-sustavu. Samo pobjednik skupina ide u viši razred. Natjecanje se igra turnirski, odnosno, turnir je kod jednog domaćina.

## Raspored i rezultati - skupina „A ”
| 11.travnja |   |            |      |                 |
| Turska     | - | Srbija     | 4:6  | (0:1, 3:0, 1:5) |
| Bugarska   | - | Španjolska | 0:4  | (0:0, 0:1, 0:3) |
| Hrvatska   | - | Belgija    | 13:4 | (6:0, 3:2, 4:2) |

Kao zanimljivost, Hrvatskoj nisu odmah bili priznati bodovi, zbog belgijanske žalbe. Žalba se temeljila na administrativnoj pogrešci. Istu žalbu je IIHF-ovo osoblje sutradan odbilo (športski direktor IIHF-a je u preporuci da niz administrativnih pogrešaka nije bio odlučujući te da ostvareni rezultat bude i konačan).[neaktivna poveznica].
| 12.travnja |   |          |      |                 |
| Belgija    | - | Bugarska | 6:0  | (4:0,1:0,1:0)   |
| Španjolska | - | Turska   | 10:2 | (3:1, 3:0, 4:1) |
| Hrvatska   | - | Srbija   | 2:0  | (1:0, 0:0, 1:0) |

Vode Hrvatska i Španjolska s 4 boda, Turska, Srbija i Belgija po 2 boda, Turska i Bugarska bez bodova.
| 14.travnja |   |            |     |                 |
| Bugarska   | - | Turska     | 7:5 | (3:3, 2:2, 2:0) |
| Belgija    | - | Srbija     | 2:1 | (0:1, 1:0, 1:0) |
| Hrvatska   | - | Španjolska | 8:2 | (2:0, 3:1, 3:1) |

Vodi Hrvatska sa 6 bodova, slijede Španjolska i Belgija s 4, Bugarska i Srbija po 2 boda, Turska bez bodova.
| 15.travnja |   |            |      |                 |
| Belgija    | - | Španjolska | 3:2  | (2:1,0:1,1:0)   |
| Srbija     | - | Bugarska   | 7:1  | (2:0, 0:1, 5:0) |
| Hrvatska   | - | Turska     | 25:2 | (7:0,11:1,7:1)  |

Vodi Hrvatska s 8 bodova, slijedi Belgija sa 6, Španjolska i Srbija po 4, Bugarska 2 boda, Turska bez bodova.

Hrvatska je osigurala prvo mjesto, jer je pobijedila izravnog takmaca Belgiju, koja i u slučaju svoje pobjede i hrv. poraza u z. kolu, unatoč bodovnoj izjednačenosti, ostaje druga zbog poraza u međusobnom susretu. 

Isto vrijedi i za Tursku, koja u istim okolnostima ne može pristići prvog susjeda Bugarsku.
| 17.travnja |   |            |      |                 |
| Srbija     | - | Španjolska | 4:7  | (2:5, 1:1, 1:1) |
| Belgija    | - | Turska     | 10:2 | (5:1, 3:1, 2:0) |
| Hrvatska   | - | Bugarska   | 10:2 | (1:1, 4:0, 5:1) |

Hrvatska ima svih 10 bodova, Belgija ima 8, Španjolska 6, Srbija 4, Bugaska 2, Turska bez boda.

### Poredak
| Momčad     | Ut | Pb | Pb/p | Pz/p | Pz | Ps | Pr | Bod |
| ---------- | -- | -- | ---- | ---- | -- | -- | -- | --- |
| Hrvatska   | 5  | 5  | 0    | 0    | 0  | 58 | 10 | 15  |
| Belgija    | 5  | 4  | 0    | 0    | 1  | 25 | 18 | 12  |
| Španjolska | 5  | 3  | 0    | 0    | 2  | 25 | 17 | 9   |
| Srbija     | 5  | 2  | 0    | 0    | 3  | 18 | 16 | 6   |
| Bugarska   | 5  | 1  | 0    | 0    | 4  | 10 | 32 | 3   |
| Turska     | 5  | 0  | 0    | 0    | 5  | 15 | 58 | 0   |

Hrvatska se plasirala u Diviziju I, Turska je ispala u niži natjecateljski razred.

## Raspored i rezultati - skupina „B”
| Momčad | AUS    | ISL    | IZR   | JKO    | MEKS   |
| ------ | ------ | ------ | ----- | ------ | ------ |
| AUS    |        | 5 : 3  | 4 : 1 | 4 : 5  | 12 : 2 |
| ISL    | 3 : 5  |        | 1 : 5 | 2 : 17 | 3 : 2  |
| IZR    | 1 : 4  | 5 : 1  |       | 2 : 5  | 3 : 1  |
| JKO    | 5 : 4  | 17 : 2 | 5 : 2 |        | 6 : 1  |
| MEKS   | 2 : 12 | 2 : 3  | 1 : 3 | 1 : 6  |        |

### Poredak
| Momčad     | Ut        | Pb        | Pb/p      | Pz/p      | Pz        | Ps        | Pr        | Bod       |
| ---------- | --------- | --------- | --------- | --------- | --------- | --------- | --------- | --------- |
| J.Koreja   | 4         | 4         | 0         | 0         | 0         | 33        | 9         | 12        |
| Australija | 4         | 3         | 0         | 0         | 1         | 25        | 11        | 9         |
| Izrael     | 4         | 2         | 0         | 0         | 2         | 11        | 11        | 6         |
| Island     | 4         | 1         | 0         | 0         | 3         | 9         | 29        | 3         |
| Meksiko    | 4         | 0         | 0         | 0         | 4         | 6         | 24        | 0         |
| Sj.Koreja  | Odustala. | Odustala. | Odustala. | Odustala. | Odustala. | Odustala. | Odustala. | Odustala. |

- J. Koreja se plasirala u Diviziju I.
- DNR Koreja je ispala u Diviziju III.